# Michel Glycas
 (janvier 2025).
Si vous disposez d'ouvrages ou d'articles de référence ou si vous connaissez des sites web de qualité traitant du thème abordé ici, merci de compléter l'article en donnant les références utiles à sa vérifiabilité et en les liant à la section « Notes et références ».

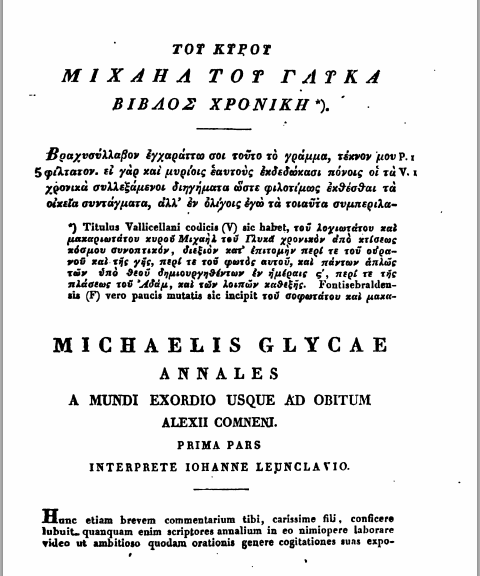
Essai de Michael Glick "Chronographie" (Modèle : Lang-el) dans Corpus Scriptorum Historiae Byzantinae 1836

Michel Glycas est un historien et théologien byzantin du XIIe siècle.

## Éléments biographiques
On a peu d'informations certaines sur lui. Il est probablement né à Corfou et exerçait la fonction de secrétaire impérial (γραμματικός) quand il fut incarcéré et condamné à l'aveuglement par l'empereur Manuel Ier Comnène en 1158-1159. Du fond de son cachot, il adressa une supplique sous forme de poème à l'empereur, qu'il accompagna plus tard d'un paragraphe de présentation : « Le distingué secrétaire écrivit ces lignes quand il fut emprisonné, espérant qu'elles seraient montrées au saint empereur et qu'il serait libéré. Mais il n'obtint pas ce qu'il voulait, car d'ignobles rumeurs se répandaient partout à cette époque, provoquant la colère de cet homme affable et raisonnable. Voici ce qui arriva : un ordre impérial urgent parvint de Cilicie, et comme l'affaire n'avait pas été examinée, il fut aveuglé ». Après sa sortie de prison, quelque temps plus tard, Glycas se fit moine et devint un consultant réputé en matière de théologie et d'exégèse biblique. Son activité continuée de lecture et d'écriture paraît indiquer que sa cécité ne fut pas totale ou permanente.
On a rapproché Glycas d'un personnage qui figure dans l'Histoire de Nicétas Choniatès : celui-ci ne mentionne nulle part le nom de Glycas, mais parle d'un secrétaire impérial nommé Michel Sikiditès qui fut emprisonné et aveuglé sur l'ordre de l'empereur Manuel Ier « pour sa dévotion à l'astrologie et à la pratique des arts magiques démoniaques » (2.4.148) ; il était accusé d'avoir jeté un sort à un batelier et à des baigneurs dans un établissement de bains, « les amenant à croire que ce qu'ils voyaient était vrai, et convoquant à l'insu des spectateurs une armée de démons pour attaquer ceux qu'il souhaitait terrifier » (ibid.) ; après avoir été aveuglé, Sikiditès « fut tonsuré comme moine, et composa quelque temps après un traité sur les divins mystères » (2.4.150), lequel concernait la corruptibilité de l'eucharistie et provoqua une controverse dans l'Église byzantine vers la fin du XIIe siècle. Sikiditès (sans doute déjà mort) fut anathématisé comme hérétique par Jean X Kamatéros, patriarche de Constantinople de 1198 à 1206 (6.2.514).
D'autre part, Jean Kinnamos, dans son Épitomè, raconte qu'en 1158-1159, alors que l'empereur Manuel Ier était en campagne militaire en Cilicie et en Syrie, une conspiration eut lieu à Constantinople, dirigée par Théodore Styppéiotès, « secrétaire de l'encrier » : celui-ci aurait « prédit à beaucoup de gens, comme un prophète sur son tripode, que la durée de vie de l'empereur était arrivée à son terme », et que le sénat allait confier l'autorité à un homme plus raisonnable, qui « gérerait l'État comme une démocratie » (184). Averti du complot, l'empereur ordonna que Styppeiotès et ses complices soient arrêtés et aveuglés.
Ces deux rapprochements n'ont pas été acceptés par tous les spécialistes, notamment par Karl Krumbacher, mais ils en ont convaincu beaucoup d'autres. « Sikiditès » pourrait être un surnom diffamatoire signifiant « melon », « concombre », ou « figue ».

## Œuvres
Michel Glycas est notamment connu pour une Chronique universelle intitulée Βίβλος χρονική, qui raconte l'histoire du monde depuis la Création jusqu'en 1118, année de la mort d'Alexis Ier Comnène (en quatre parties : la Création ; d'Adam à Jules César ; de Jules César à Constantin ; l'empire après Constantin). Elle est brève, écrite dans un style mêlé, à la fois classique et populaire, et destinée à un large public. La matière historique, très maigre, est empruntée à Jean Zonaras, Jean Skylitzès et Constantin Manassès. Le récit est émaillé d'excursus longs et fréquents sur l'histoire naturelle ou la théologie, avec des références à des écrivains antiques ; la création du monde fait l'objet d'un développement disproportionné.
L'œuvre théologique est constituée de quatre-vingt-quinze lettres qu'on appelle les Chapitres théologiques, qui sont en fait des réponses données par l'auteur, soit à des moines, soit à des laïcs, qui lui soumettaient des difficultés, concernant notamment l'interprétation des Écritures. La lettre 40 est une réfutation d'une apologie de l'astrologie rédigée par l'empereur Manuel. Krumbacher a montré que toutes ces lettres ont été écrites après 1170, à la fin du règne de Manuel ou après sa mort.
La supplique à l'empereur composée après son incarcération est un poème en 581 vers pentédécasyllabes (« vers politiques »). Peu de temps après, toujours en prison, il adressa à Manuel Ier un recueil d'épigrammes et proverbes populaires, qui est l'un des plus anciens témoignages de la littérature populaire byzantine.

## Édition des textes
- J.-P. Migne (dir.), Michael Glyca opera omnia, Paris, 1866 (en ligne sur le site Documenta Catholica Omnia).
- Michel Glycas, Annales, éd. I. Bekker, Bonn, 1836 (en ligne sur le site Histoire de Byzance-Les cigales éloquentes).
- (el) Michel Glycas, Εἰς τὰς ἀπορίας τῆς Θείας Γραφῆς κεφάλαια (Chapitres sur les difficultés de la Divine Écriture), éd. S. Eustratiadès, vol. I, Athènes, 1906 ; vol. II, Alexandrie, 1912.
- (it) Giovanni Mercati (éd.), Opere minori, Biblioteca apostolica vaticana, Cité du Vatican, 1937 (vol. I, p. 426).
- Émile Legrand (trad.), Bibliothèque grecque vulgaire, Paris, 1881 (vol. I, traduction française du poème de prison, accessible en ligne).
- (it) Raffaele Cantarella (trad.), Poeti bizantini, Rizzoli, Milan, 2000 (vol. II, p. 228, traduction italienne).

## Études
- (de) Karl Krumbacher, « Michael Glykas. Eine Skizze seiner Biographie und seiner literarischen Thätigkeit nebst einigen unedierten Gedichte und Briefe desselben », dans Sitzungsberichte der Bayerischen Akademie der Wissenschaften, philologische-historische Klasse, 1894, p. 391-460.
- Hubert Pernot, « Le poème de Michel Glycas sur son emprisonnement », dans Mélanges Charles Diehl, 1930, p. 263-276.
- (en) Paul Magdalino, The Empire of Manuel I Komnenos (1143-1180), Cambridge, 1993.